# アイツタキ国際空港
アイタツキ国際空港（Aitutaki International Airport）は、クック諸島アイツタキ島にある空港。第二次世界大戦中にアメリカ合衆国とニュージランドの軍部により建設された。
第二次世界大戦中、アメリカ合衆国海兵隊の基地として運用された後、1951年よりタスマン・エンパイア航空（現ニュージーランド航空）がオークランドを起点とする周航路線の経由地として利用した。
2003年には1800mの新滑走路の建設が行われた。

## 就航路線
| 航空会社       | 就航地                 |
| -------------- | ---------------------- |
| ラロトンガ航空 | アチウ島, ラロトンガ島 |